# A. J. Langguth
Arthur John Langguth (* 11. Juli 1933 in Minneapolis; † 1. September 2014 in Los Angeles) war ein US-amerikanischer Autor, Journalist und Historiker. 

## Leben
Langguth wuchs als Einzelkind auf. Seine Eltern besaßen ein Lebensmittelgeschäft. 1955 schloss er ein Studium am Harvard College ab und begann danach für The Valley Times in Los Angeles zu schreiben. Im Lauf seiner journalistischen Laufbahn berichtete er unter anderem über die Bürgerrechtsbewegung im Süden der USA und die Folgen des Kennedy-Attentats, einschließlich der Prozesse gegen Jack Ruby und Lee Harvey Oswald. Von 1964 an war er für die New York Times Südostasien-Korrespondent. Von dort berichtete er unter dem Namen Jack Langguth über den Vietnamkrieg. 1965 wurde er Chef des Saigon-Büros der Times. Als Professor der Journalistenschule der University of Southern California schrieb er mehrere historische Sachbücher, u. a. eine Studie über den Vietnamkrieg.
A. J. Langguth blieb zeitlebens unverheiratet und kinderlos. Er starb 2014 im Alter von 81 Jahren an einem Atemstillstand.

## Werke

### Romane
- Jesus Christs, Harper & Row, London 1968. Neuausgabe: Figueroa Press, Los Angeles 2003
- Wedlock, Alfred A. Knopf, New York 1972
- Marskman, Harper & Row, London 1974

### Sachbücher
- Macumba, White and Black Magic in Brazil, Harper&Row, London 1975
- Hidden Terrors, Pantheon Books, New York 1978
- Saki, A Life of Hector Hugh Munro, Simon & Schuster, New York 1981
- A Noise of War: Caesar, Pompey, Octavian and the Struggle for Rome, Simon & Schuster, New York 1994
- Our Vietnam: The War 1954–1975, Simon & Schuster, New York 1981
- Patriots, The Men Who Started the American Revolution, Simon & Schuster, New York 1988
- Our Vietnam: The War 1954–1975, Simon & Schuster, New York 2002
- Union 1812: The Americans Who Fought the Second War of Independence, Simon & Schuster, New York 2006
- Driven West: Andrew Jackson and the Trail of Tears to the Civil, Simon & Schuster, New York 2010
- After Lincoln: How the North Won the Civil War and Lost the Peace, Simon & Schuster, New York 2010, ISBN 978-1-45161-732-0